# PlayStation 5
PlayStation 5 (プレイステーション 5 Pureisutēshon Faibu?, abreviada como PS5) es la quinta consola de videojuegos de sobremesa desarrollada por la empresa Sony Interactive Entertainment, a la vez que es la tercera consola de Sony en ser diseñada por Mark Cerny. Fue anunciada en diciembre de 2019 como la sucesora de la PlayStation 4. Se lanzó el 12 de noviembre de 2020 en Australia, Nueva Zelanda, Estados Unidos, México, Japón, Corea del Sur y Canadá, y en la semana siguiente en el resto del mundo. La PlayStation 5 junto con la Xbox Series X|S de Microsoft, lanzada el mismo mes, son parte de la novena generación de consolas de videojuegos.
La plataforma se lanzó en dos variantes: un modelo base con una unidad de disco óptico compatible con Ultra HD Blu-ray y una edición digital que carece de esta unidad, que sirve como modelo de menor costo para quienes prefieren comprar videojuegos mediante descarga digital.
Las principales características de hardware de la PlayStation 5 incluyen una unidad de estado sólido personalizada para transmisión de datos de alta velocidad para permitir mejoras significativas en el rendimiento del almacenamiento, una GPU AMD capaz de mostrar una resolución de 4K de hasta 120 cuadros por segundo, trazado de rayos acelerado por hardware para realismo, iluminación y reflejos y el motor Tempest que permite efectos de audio 3D acelerados por hardware. Otras características incluyen el controlador DualSense con retroalimentación háptica y compatibilidad con versiones anteriores de la mayoría de los videojuegos de PlayStation 4 y PlayStation VR.

## Historia

### Desarrollo

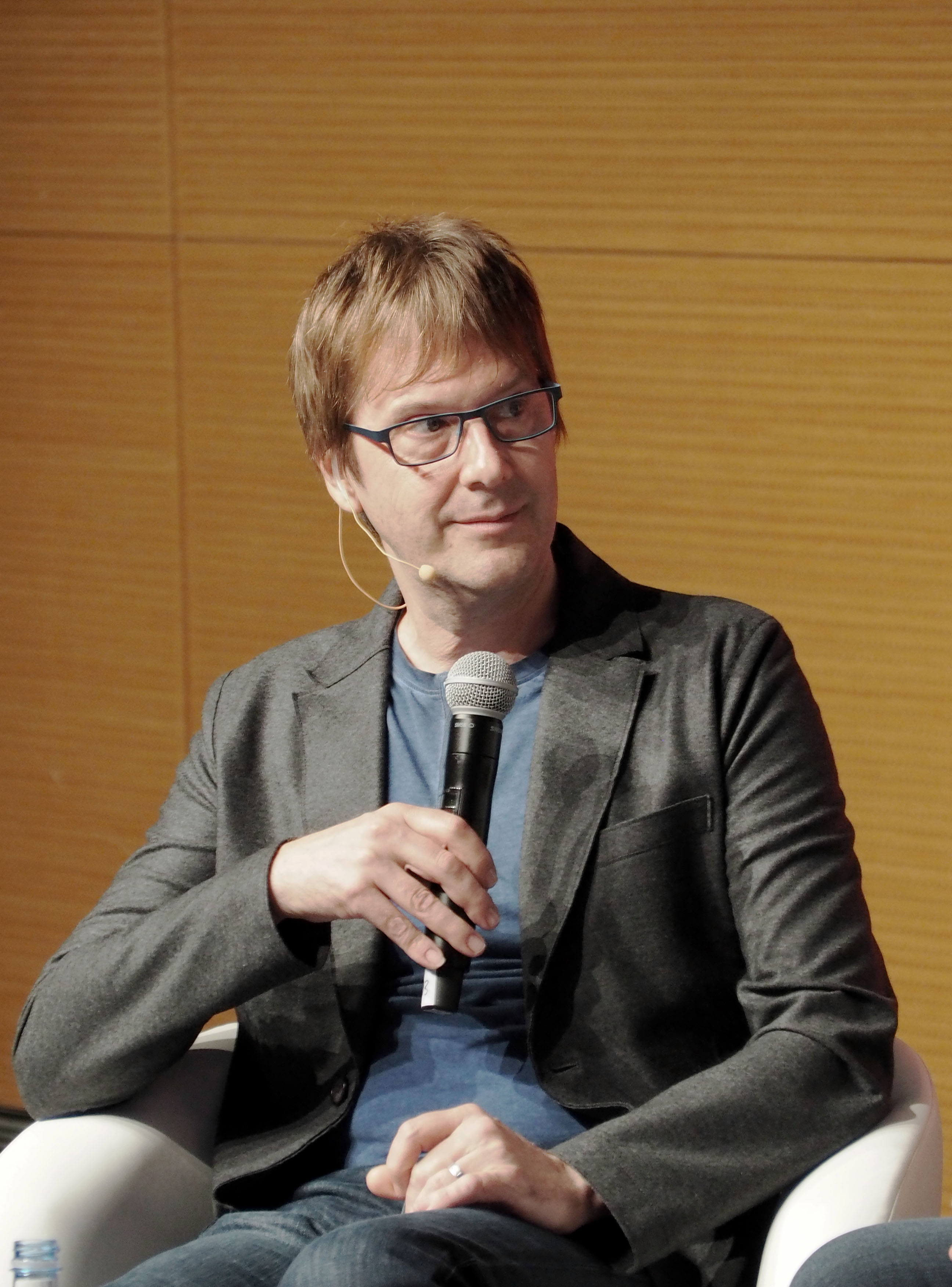
Mark Cerny, arquitecto en jefe de PlayStation 4, repitio su papel de líder en la creación de la PlayStation 5

El popular arquitecto principal de la línea de consolas PlayStation, Mark Cerny, implementó un ciclo de retroalimentación de dos años después del lanzamiento de PlayStation 4. Esto implicó visitar regularmente a los desarrolladores propios de Sony en intervalos de dos años para averiguar qué preocupaciones tenían con las deficiencias en el hardware actual de Sony y cómo se podría mejorar dicho hardware. en actualizaciones de consola o para la próxima generación. Esta retroalimentación se incorporó a las prioridades del equipo de desarrollo de la consola. En el desarrollo de PlayStation 5, un problema clave fue la duración de los tiempos de carga de los juegos. Esto se basa en el tamaño de los datos que se cargan en el juego, la ubicación física de los datos en el medio de almacenamiento y la duplicación de datos en el medio para reducir los tiempos de carga. Un objetivo importante era encontrar formas de reducir el tiempo de carga.
Jim Ryan, CEO de Sony Interactive Entertainment, declaró que Sony había investigado la viabilidad de una versión de PlayStation 5 de "bajo precio y especificaciones reducidas", como lo que Microsoft había hecho con su Xbox Series X y su contraparte de menor potencia, la Xbox Series S; y concluyeron que creían que tales consolas no funcionaban bien y se volvían obsoletas demasiado rápido.

### Comercialización y lanzamiento
Cerny describió públicamente por primera vez la nueva consola en una entrevista con la revista Wired en abril de 2019. A principios de 2019, el informe financiero de Sony para el trimestre que finaliza el 31 de marzo de 2019 afirmó que se estaba desarrollando un nuevo hardware de próxima generación, pero que no se enviaría antes de abril de 2020. En una segunda entrevista con la revista Wired en octubre de 2019, Sony dijo que tenía la intención de enviar su consola de próxima generación a todo el mundo para fines de 2020. Las especificaciones de hardware actuales se revelaron en octubre de 2019. En la CES 2020, Sony presentó el logotipo oficial de la plataforma, que sigue el estilo minimalista similar de las consolas y la marca PlayStation anteriores. Las especificaciones completas fueron dadas en una presentación en línea por Cerny y publicadas por Sony y Digital Foundry el 18 de marzo de 2020. Digital Foundry habló con Cerny en detalle y publicó una "inmersión profunda" el 2 de abril.
Se había planeado una importante exhibición de la biblioteca de videojuegos para el 4 de junio de 2020, pero se pospuso hasta el 11 de junio debido a las protestas por George Floyd. Esta presentación también fue el estreno del diseño de hardware externo de la consola.

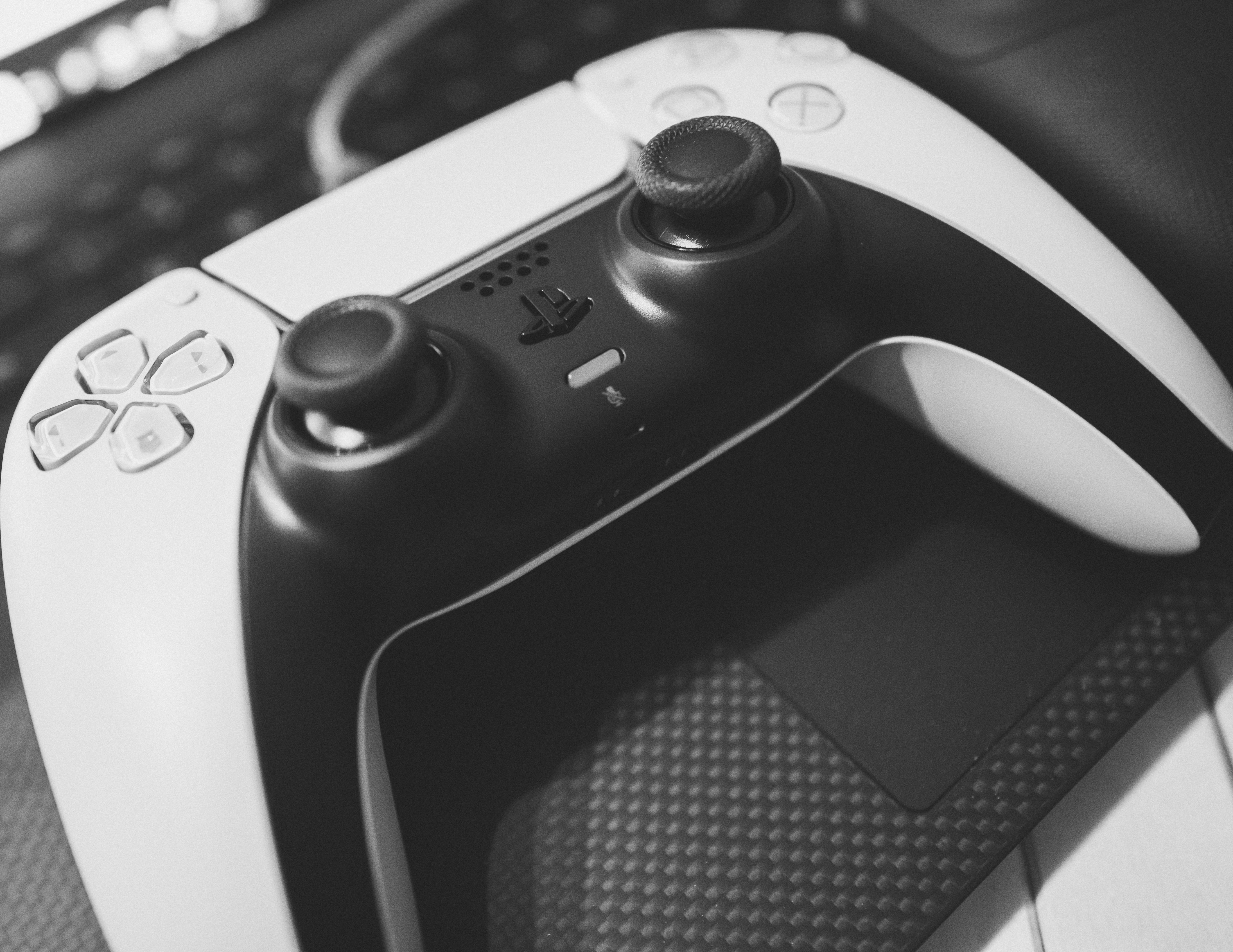
La PlayStation 5 se caracterizó por reelaborar los sistemas DualShock, para crear el nuevo control llamado DualSense.

Sony planeaba lanzar la PlayStation 5 para el período de vacaciones de fin de año 2020. La fecha y el precio se confirmaron como parte de una presentación de exhibición de videojuegos el 16 de septiembre de 2020; la fecha de lanzamiento en Australia, Japón, Nueva Zelanda, América del Norte, Canadá, Singapur y Corea del Sur se confirmó para el 12 de noviembre de 2020, y para la mayor parte del resto del mundo el 19 de noviembre de 2020.
El lanzamiento de PlayStation 5 en India se retrasó, lo que llevó a la especulación de que la razón era una disputa de marca registrada; el nombre "PS5" fue registrado brevemente por otra persona; finalmente, la disputa se resolvió y el sistema se lanzó allí el 2 de febrero de 2021. La consola se lanzó en Indonesia el 22 de enero de 2021. El sistema estuvo programado para lanzarse en China en el segundo trimestre de 2021.

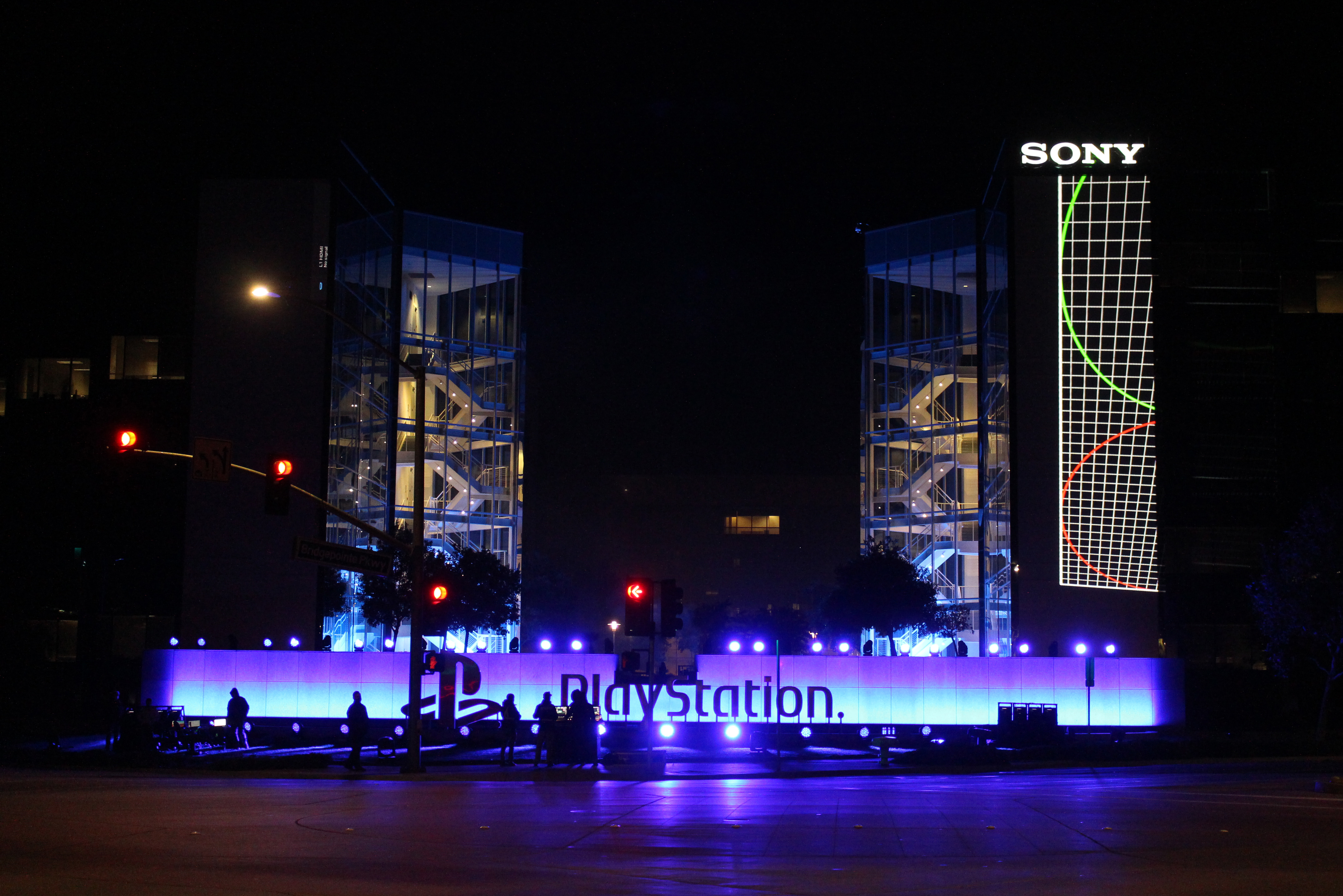
La iluminación del evento se instalará en la sede de SIE en la noche del 8 de noviembre, cuatro días antes del lanzamiento del 12 de noviembre de 2020.

La consola se lanzó con dos modelos: una versión básica con una unidad de disco óptico compatible con Ultra HD Blu-ray para soporte de videojuegos minoristas junto con la distribución en línea a través de PlayStation Store, a un precio sugerido de $499 dólares.
En cambio, la variante que carece de la unidad de disco y que se concentra en el soporte de descarga digital, salió a al mercado a un costo de $399 dólares.
Después de la presentación del 16 de septiembre de 2020, Sony declaró que los pedidos anticipados para la consola se abrirían en varios minoristas al día siguiente. Sin embargo, varios minoristas en los Estados Unidos y el Reino Unido lanzaron pedidos anticipados esa noche, lo que provocó una avalancha de pedidos anticipados, incluida la reventa, ya que los inventarios de muchas tiendas se agotaron rápidamente y crearon confusión. Sony se disculpó por el incidente del 19 de septiembre de 2020 y prometió aumentar las entregas de pedidos anticipados en los próximos días y las existencias hasta fin de año.
En noviembre de 2023 se anunció y lanzó una nueva edición de la PlayStation 5 conocida coloquialmente como la versión "Slim" de la consola ya mencionada.

## Hardware

### Estructura interna
La PlayStation 5 funciona con un sistema personalizado en un chip (SoC) diseñado en conjunto por AMD y Sony, que integra una CPU AMD Zen 2 personalizada de 7 nm con ocho núcleos funcionando a una frecuencia variable limitada a 3,5 GHz.
La GPU integrada también es una unidad personalizada basada en la arquitectura de gráficos RDNA 2 de AMD.
Esta unidad de procesamiento gráfico tiene 36 unidades de cómputo que se ejecutan a una frecuencia variable limitada a 2,23 GHz, lo que la hace capaz de un rendimiento teórico máximo de 10,3 teraFLOPS.
Además admite el trazado de rayos en tiempo real acelerado por hardware, una técnica de renderizado que permite una iluminación y reflejos realistas.
La consola tiene 16 GB de SDRAM GDDR6 con un ancho de banda máximo de 448 GB/s, e integra Bluetooth 5.1 y 802.11ax (Wi-Fi 6).
Tanto la CPU como la GPU son monitoreadas por un sistema de impulso especial que incorpora la tecnología SmartShift de AMD que ajusta la frecuencia de estas unidades en función de las actividades actuales de ambas para apuntar a la potencia constante ideal y un perfil de rendimiento de SoC modelo. Por ejemplo, si la CPU funciona con menor actividad, el sistema de refuerzo puede reducir su frecuencia y aumentar la frecuencia de la GPU para un mayor rendimiento sin afectar el uso de energía o la refrigeración.
El sistema de refrigeración incluye un ventilador de refrigeración de doble cara para la entrada de aire de 120 mm de diámetro y 45 mm de grosor, y un gran disipador de calor con un diseño de tubería de calor estándar que según Sony tiene una "forma y flujo de aire que lo hacen posible para lograr el mismo rendimiento que una cámara de vapor". El enfriamiento del SoC incluye un conductor térmico de metal líquido que se encuentra entre el SoC y el disipador de calor. El sistema contiene una fuente de alimentación de 350 vatios. Sony desarrolló la PlayStation 5 para consumir menos energía que la PlayStation 4 para los estados de juego suspendidos.
La consola tiene una nueva tecnología de audio llamada Tempest Engine, que permite cientos de fuentes de sonido simultáneas en comparación con las 50 de PlayStation 4.

### Arquitectura de almacenamiento
El almacenamiento interno de la PlayStation 5 es una unidad de estado sólido de 825 GB personalizada (667 GB disponibles) con una interfaz de 12 canales, que logra un rendimiento bruto de 5,5 GB/s. Se descubrió que este tamaño de unidad atípico era óptimo para la vía de 12 canales en lugar de una unidad más común de 512 GB o 1 TB. Con una unidad de descompresión dedicada que admite zlib y el nuevo protocolo Oodle Kraken de RAD Game Tools, la unidad tiene un rendimiento típico de 8 a 9 GB/s. Mark Cerny declaró que un SSD rápido era la principal solicitud de los desarrolladores de juegos, por lo que el objetivo no solo era tener una velocidad de lectura en bruto teórica 100 veces más rápida que la de PS4, sino también eliminar el cuello de botella de entrada/salida (E / S), puntos para que el objetivo de desempeño pueda ser efectivo. Con este fin, Sony diseñó un chip personalizado con múltiples coprocesadores para trabajar al unísono con el controlador de memoria flash para reducir la latencia y canalizar los datos de manera más eficiente alrededor del sistema. En el pico, la unidad personalizada es capaz de procesar hasta 22 GB/s de datos comprimibles.
El almacenamiento para videojuegos se puede expandir a través de un puerto NVM Express (NVMe) M.2 para almacenamiento de estado sólido y discos duros USB, sin embargo, en el lanzamiento, los discos NVMe no son compatibles y la consola no arrancará si hay uno instalado. El SSD interno no puede ser reparado por el usuario, ya que sus chips de memoria flash y su controlador están integrados en la placa base de la PlayStation 5. Aunque la instalación del juego es obligatoria, el usuario tiene cierto control sobre qué instalar, como instalar únicamente el componente multijugador de un videojuego. Si bien los videojuegos de PlayStation 4 se pueden mover entre la unidad SSD interna y una unidad externa para liberar espacio en la SSD, los videojuegos de PlayStation 5 solo se pueden almacenar en la SSD interna para jugar y no se pueden mover a un dispositivo de almacenamiento externo.
La versión básica de PlayStation 5 incluye una unidad óptica Ultra HD Blu-ray compatible con discos Ultra HD Blu-ray, discos Blu-ray estándar y DVD. La PlayStation 5 no admite CD y no reproducirá contenido Blu-ray 3D. La elección de Ultra-HD Blu-ray como medio de disco significa que los discos de videojuegos de PlayStation 5 pueden almacenar hasta 100 GB de datos, en contraste con los videojuegos de PlayStation 4 que generalmente vienen en Blu-ray estándar de doble capa. discos capaces de almacenar hasta 50 GB.

### Apariencia
El factor de apariencia de la consola se reveló durante la presentación del 11 de junio de 2020. El presidente de Sony, Jim Ryan, declaró que la estética pretende ser "transformadora en su apariencia, sonido y sensación". La unidad de lanzamiento es un diseño de dos tonos que coincide con el diseño del controlador DualSense, con un bloque interno negro flanqueado por dos alas blancas a lo largo de sus lados, cada una iluminada por LED azules. Ryan afirmó que pueden estar disponibles más colores que el blanco y el negro después del lanzamiento. La unidad puede funcionar vertical u horizontalmente. Dos salidas de aire largas corren a lo largo de la parte delantera y las salidas de calor dominan la parte trasera. Las alas son extraíbles para acceder a ciertos componentes internos, como la ranura de expansión de almacenamiento PCIe 4.0 NVMe SSD, la fuente de alimentación y la unidad de disco Blu-ray opcional. Debajo de los paneles laterales hay dos "colectores de polvo", orificios que permiten al usuario aspirar el polvo acumulado por el sistema de enfriamiento. La directora de arte sénior Yujin Morisawa dirigió el diseño de la carcasa de la consola, inspirada en el término "cinco dimensiones" y elaborando el esqueleto de su diseño alrededor de círculos y cuadrados que harían sentir cómodos a los jugadores al mirarla. Morisawa también tuvo que administrar la forma de la caja para proporcionar suficiente volumen interno dentro de la unidad para todo el hardware técnico y reducir su tamaño sin restringir el flujo de aire.
La versión Blu-ray tiene unas dimensiones de 390 por 260 por 104 mm (15,4 pulgadas × 10,2 pulgadas × 4,1 pulgadas) y 4,5 kg (9,9 libras), y la versión de solo descarga es ligeramente más delgada, 390 por 260 por 92 mm ( 15,4 pulg. × 10,2 pulg. × 3,6 pulg.) Y 3,9 kg (8,6 lb). La consola ha sido reconocida por su gran tamaño en comparación con las consolas de videojuegos anteriores, y su tamaño se ha atribuido a garantizar una gestión de refrigeración eficaz y minimizar el ruido durante el funcionamiento.
El frente incluye un puerto USB-C con USB 3.1 Gen 2 y un puerto USB-A con USB 2.0. La parte posterior tiene dos puertos USB-A con USB 3.1 Gen 2, un puerto HDMI 2.1, Gigabit Ethernet y alimentación.

### Control DualSense
El control inalámbrico DualSense para PlayStation 5 se reveló el 7 de abril de 2020. Se basa en el controlador DualShock anterior, pero con modificaciones influenciadas por discusiones con diseñadores y jugadores de videojuegos. El controlador DualSense tiene disparadores adaptativos con retroalimentación háptica a través de actuadores de bobina de voz que pueden cambiar la resistencia al jugador según sea necesario, apoyando experiencias como sacar virtualmente una flecha de un arco. El DualSense mantiene los mismos botones que el DualShock 4, aunque se cambió el nombre del botón "Compartir" a "Crear" con medios adicionales para que los jugadores creen y compartan contenido. Se agregó una nueva matriz de micrófonos incorporados para que los jugadores puedan hablar con otros usando solo el controlador, y se ha mejorado el altavoz del controlador incluido. Tiene una coloración de dos tonos, principalmente blanco con revestimiento negro, siendo la pieza negra fácilmente desmontable. La barra de luz se ha movido a los lados del panel táctil. Tiene conectividad USB-C, una batería de mayor potencia y un conector de audio. Como un huevo de Pascua, la textura de la unidad del controlador está cubierta en versiones en miniatura de los cuatro símbolos de los botones de PlayStation (cruz, círculo, cuadrado y triángulo).

### Revisiones de hardware

#### PlayStation 5 Slim
Sony anunció el lanzamiento de modelos más estilizados tanto de PS5 como PS5 Digital Edition, ambos comúnmente denominados PlayStation 5 Slim, el 10 de octubre de 2023, confirmando su lanzamiento para noviembre del mismo año.Entre las revisiones añadidas se encuentran un puerto USB nuevo y 1TB de almacenamiento interno. Adicionalmente, el precio de la edición digital se incrementó en 50$ y se comenzó la venta de lectores de discos separados por 79$, los cuales pueden instalarse en la edición digital para transformarla en el modelo base de la videoconsola. A diferencia del modelo base, el lector de discos ajustable requiere de conexión a internet en su instalación inicial.

#### PlayStation 5 Pro
La PlayStation 5 Pro (PS5 Pro) se anunció oficialmente el 10 de septiembre de 2024, tras la aparición de rumores en marzo del mismo año. Finalmente fue lanzada el 7 de noviembre de 2024, que incluye como mejoras principales: renderización de gráficos un 45% más rápida, trazado de rayos que dobla la velocidad de renderización de reflejos, y una tecnología de escalado de resolución de imagen mediante aprendizaje profundo denominada PlayStation Spectral Super Resolution (PSSR), similar al DLSS de Nvidia. También incluye un aumento del espacio de almacenamiento, con un disco duro SSD de 2TB; soporte para Wi-Fi 7 y salida de imagen en resolución 8K; aunque no incluye unidad lectora de discos ni soporte vertical.Todos los accesorios existentes para la PS5, son compatibles para la PS5 Pro; los juegos cuyo rendimiento puede mejorar al ejecutarse en la PS5 Pro, incluyen una clasificación de "PS5 Pro Enhanced" y un catálogo de 8500 juegos de PS4 puede beneficiarse de una mejora de rendimiento mediante una tecnología denominada PS5 Pro Game Boost.Esta edición tiene fecha de lanzamiento previsto para el 7 de noviembre de 2024, con un precio de 699,99$l 699,99libras y 799,99€.El lector de discos por su parte costará 119,99€, y el soporte vertical 29,99€.
El precio de lanzamiento de la PS5 Pro la sitúa como una de las videoconsolas más caras publicadas, ajustando el precio respecto a la inflación, así como la segunda videoconsola de la marca PlayStation desde PlayStation 3. La recepción inmediata tras el lanzamiento de la PS5 Pro fue "abrumadoramente negativa" en relación con el incremento de precio y la falta de una unidad lectora de discos y de soporte vertical.Unas semanas más tarde de su anuncio, se publicaron comparativas de rendimiento entre PS5 y PS5 Pro en una selección de juegos.

#### Ediciones 30º aniversario
Con motivo del trigésimo aniversario de la marca PlayStation, Sony anunció el lanzamiento de ediciones especiales de PS5 Slim digital y PS5 Pro con un estilo estético similar al de la primera videoconsola PlayStation para el 21 de noviembre de 2024. También se incluirán ediciones especiales de accesorios como el DualSense, DualSense Edge y PlayStation Portal.

### Accesorios adicionales
Los accesorios incluyen una estación de carga para DualSense, una nueva cámara HD y un control remoto multimedia. Los auriculares inalámbricos Pulse 3D están integrados con la tecnología de audio Tempest Engine 3D de PS5.
La PS5 es compatible con la mayoría de los controladores y accesorios de la PS4 existentes solo para videojuegos de PS4, algunos con funcionalidad limitada. Los periféricos de Rock Band son compatibles desde Rock Band 2. Los videojuegos de PS5 pueden usar PlayStation Move, PlayStation Camera, PlayStation VR Aim Controller, auriculares con licencia oficial y controladores especiales con licencias oficiales como palos de vuelo y volantes de carreras. Sony está desarrollando un nuevo sistema llamado PlayStation VR 2 para PlayStation 5 que espera lanzar después de 2021.
La PS5 originalmente en su lanzamiento era de color blanco, pero posteriormente Sony lanza adicionalmente las carcasas de personalización en cinco tonalidades diferentes que son denominados comercialmente cómo Cosmic Red, Midnight Black, Nova Pink, Starlight Blue y Galactic Purple, que por otro lado estos mismos colores están disponibles para mandos adicionales a juego.

## Servicios en línea
Con la unificación de sus dos servicios online que estaban activos hasta la finales de mayo y principios de junio, se crea este nuevo servicio. De manera oficial se activara el servicio en el mercado asiático el 23 de mayo, en Japón el 1 de junio, en América el 13 de junio y en Europa el 22 de junio de 2022. Sony unifica sus dos servicios en línea (PS Now y PS Plus) para crear PlayStation Infinite que cuenta con tres suscripciones distintas.
PlayStation Plus Essentials: Incluye las mismas ventajas que ofrece PlayStation Plus (2 juegos descargables al mes, descuentos exclusivos, almacenamiento en la nube para las partidas guardadas, acceso al multijugador en línea); el precio en España és de 8'99 € al mes, 24'99 € al trimestre, 59'99 € al año.
PlayStation Plus Extra: Incluye (2 juegos descargables al mes, descuentos exclusivos, almacenamiento en la nube para las partidas guardadas, acceso al multijugador en línea, catálogo de hasta 400 de los mejores títulos de PS4 y PS5, incluidos grandes éxitos de PlayStation Studios y desarrolladores externos. En el nivel Extra, los juegos son descargables); el precio en España es de 13'99 € al mes, 39'99 € al trimestre, 99'99 € al año.
PlayStation Plus Premium: Incluye (2 juegos descargables al mes, descuentos exclusivos, almacenamiento en la nube para partidas guardadas, acceso al multijugador en línea. Añade un catálogo de 400 de los mejores títulos de PS4 y PS5, incluidos grandes éxitos de PlayStation Studios y desarrolladores externos. Añade hasta 340 juegos más incluidos: títulos de PS3 disponibles mediante transmisión en streaming en la nube, un catálogo de clásicos populares, disponibles en streaming y para descargar, de la PlayStation original, PS2 y PSP. La transmisión en streaming en la nube de los juegos de la PlayStation original, PS2, PSP y PS4. Los usuarios pueden transmitir juegos desde consolas PS4 y PS5 o PC. También incluye acceso a pruebas de juegos por tiempo limitado para que los jugadores puedan probar ciertos juegos antes de comprarlos); el precio en España es de 16'99 € al mes, 49'99 € al trimestre, 119'99 € al año.

## Software del sistema
Sony caracteriza la interfaz de usuario rediseñada de PlayStation 5 como "accesible e informativa", proporcionando actualizaciones en tiempo real de las actividades de los amigos, actividades multijugador disponibles y misiones y recompensas para un solo jugador. Cerny dijo que "no queremos que el jugador tenga que iniciar el juego, ver qué pasa, iniciar el juego, ver qué pasa", por lo que todas estas opciones son "visibles en la interfaz de usuario". Matt MacLaurin, el actual vicepresidente de diseño de UX en PlayStation, describió la interfaz de usuario rediseñada como una "evolución muy interesante del sistema operativo", y una "revisión al 100 por ciento de la interfaz de usuario de PS4 y algunos conceptos nuevos muy diferentes". MacLaurin declaró que la interfaz de usuario es extremadamente rápida con un lenguaje visual nuevo y robusto. El software del sistema está basado en FreeBSD
Eurogamer dijo que la interfaz de usuario fue concebida para responder, mejorar la accesibilidad, la claridad y la simplicidad. Está renderizado en resolución 4K y alto rango dinámico. Los usuarios son recibidos con una animación de arranque estilística y una nueva pantalla de inicio de sesión. Los conceptos y motivos de diseño centrales introducidos en la PS4 se rediseñaron en una nueva interfaz de usuario de pantalla de inicio. La parte superior de la pantalla tiene una fila de aplicaciones y dos pestañas superiores para cambiar entre mostrar videojuegos o aplicaciones multimedia. La selección de un juego revela directamente las actividades individuales, como un nivel específico o el modo multijugador. PlayStation Store ya no es una aplicación independiente y ahora está completamente integrada en la interfaz de usuario de la pantalla de inicio.
La desviación más significativa de la interfaz de PS4 es la introducción del Centro de control, que se invoca instantáneamente desde la parte inferior de la pantalla presionando el botón PS. El Centro de control se divide en dos secciones. La parte superior es una fila de tarjetas que sugieren acciones basadas en el juego actual o acciones recientes, como un chat grupal. Las tarjetas relacionadas con el juego pueden presentar a los jugadores información del juego, como un informe de progreso para completar misiones específicas o una lista de desafíos del juego con la opción de saltar directamente a él. En PlayStation Plus los suscriptores ven tarjetas de actividad del juego con sugerencias, consejos, capturas de pantalla o videos que detallan cómo completar la actividad. Los elementos a nivel del sistema pueden presentar al jugador opciones como información de venta de PlayStation Store o capturas de pantalla recientes tomadas por el usuario para compartir. Estas funciones están disponibles para videojuegos de PS5 o para videojuegos de PS4 actualizados. La parte inferior del Centro de control contiene una fila horizontal personalizable de iconos, que incluye notificaciones, actualizaciones de estado, lista de amigos y configuraciones del sistema. Según los materiales internos revisados por Vice, la estrategia detrás de esta interfaz de usuario centrada en las "actividades" era ayudar a los jugadores a dedicar tiempo a los juegos, especialmente a los videojuegos para un solo jugador. que Sony sintió estaban prosperando en el entorno de la consola PlayStation. Sony reconoció que, en la actualidad, muchos jugadores no tenían tanto tiempo para comprometerse con los juegos, por lo que la noción de tarjetas de actividad se utilizó para ayudar a darles a los jugadores una idea de qué actividades podían hacer en un juego y cuánto tiempo tomaría para que pudieran incluir esa actividad en su horario.
La PlayStation 5 es compatible con YouTube, YouTube TV, Dailymotion, Twitch, Netflix, Disney+, Spotify, TuneIn, iHeartRadio, Plex, Apple TV+, Crunchyroll, Crackle, Amazon Prime Video, DAZN, WWE Network, MyCanal, BBC iPlayer, NOW, Stan, Foxtel Now, Showmax, Crave, Paramount+, Showtime, Pluto TV, Tubi, Hulu, Peacock y HBO Max, mientras que el soporte para otros servicios de transmisión se ha prometido para el futuro. El sistema incluye soporte para PlayStation Now, el servicio de videojuegos en la nube basado en suscripción de Sony para jugar videojuegos de generaciones anteriores de consolas PlayStation.
La aplicación Remote Play de Sony, disponible en los dispositivos PlayStation 4, Microsoft Windows, iOS y Android, se actualizó justo antes del lanzamiento de PlayStation 5 para permitir al usuario jugar de forma remota sus videojuegos de PlayStation 5 en estos otros dispositivos a través de una red local.

## Videojuegos

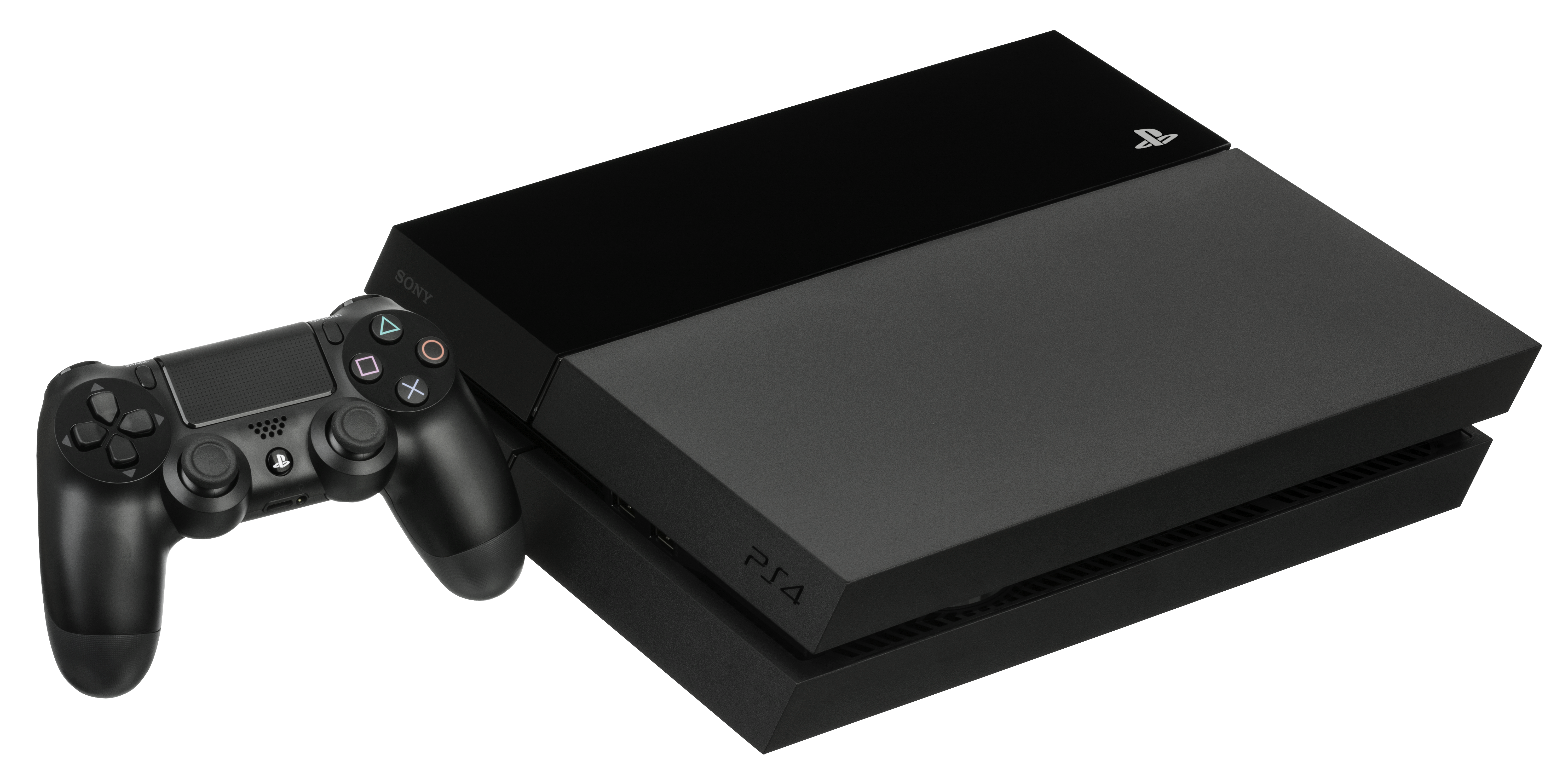
Una de las principales características de la PlayStation 5, es que es completamente compatible con los videojuegos de su predecesora la PlayStation 4.

Cada consola PlayStation 5 viene preinstalada con Astro's Playroom, un juego diseñado para servir como demostración del controlador DualSense. Los videojuegos no están bloqueados por región, por lo que los videojuegos comprados en una región se pueden jugar en consolas en todas las regiones.
Sony anunció sus responsabilidades simultáneas de apoyar a la comunidad de PlayStation 4 y adoptar la PlayStation 5 como un avance tecnológico importante. En una entrevista con GamesIndustry.biz, Ryan declaró: "Siempre hemos dicho que creemos en generaciones. Creemos que cuando te tomas la molestia de crear una consola de próxima generación, debe incluir características y beneficios que la generación anterior no incluye. Y que, en nuestra opinión, la gente debería crear videojuegos que puedan aprovechar al máximo esas funciones". Discutiendo las capacidades del controlador DualSense con Geoff Keighley, El gerente general Eric Lempel afirmó que Sony "quiere que evolucione cada parte de la experiencia", pero para que eso suceda "no podemos llevarnos a todos los de las consolas anteriores a una experiencia de próxima generación hardware, necesita nuevos dispositivos para experimentar lo que estos desarrolladores quieren que experimente". Ratchet & Clank: Rift Apart se destacó como un juego de próxima generación que no es técnicamente posible en hardware antiguo. Lempel le aseguró a Keighley que el interés en PlayStation 4 no terminará abruptamente, y habrá más por venir.
La definición de Sony de las consolas como generaciones distintas se había interpretado ampliamente como un cambio que definió la era hacia los videojuegos exclusivos de PS5 que explotan las capacidades de la consola en lugar de lanzar videojuegos de generaciones cruzadas que se juegan en ambas consolas PlayStation. Ryan dijo que no debería haber ninguna decepción, ya que las versiones de PS5 aprovechan el conjunto de funciones avanzadas de la consola y que las versiones de PS4 se pueden actualizar libremente. Pocos videojuegos importantes como Horizon Forbidden West se desarrollan como lanzamientos simultáneos para PS4 y PS5, y Sony apoya a cualquier editor que quiera ofrecer versiones mejoradas de videojuegos de PS4 sin costo adicional.
Eurogamer informó que el programa de certificación de Sony en mayo de 2020 requería que los videojuegos de PS4, enviados para certificación después del 13 de julio de 2020, fueran compatibles de forma nativa con PlayStation 5.

### Compatibilidad con versiones anteriores
Según Hideaki Nishino, vicepresidente sénior de Planificación y Gestión de Plataformas de Sony, la PS5 está diseñada para ser compatible con versiones anteriores con más del "99 por ciento" de la biblioteca de más de 4.000 videojuegos de PS4, jugable desde el día del lanzamiento. La consola es compatible con PlayStation VR. Debido al SSD de alta velocidad de PS5 y al aumento de la potencia de procesamiento, muchos videojuegos de PS4 se benefician de tiempos de carga o velocidades de juego mejorados "para que puedan beneficiarse de velocidades de cuadro más altas o más estables y resoluciones potencialmente más altas". Los jugadores pueden sincronizar sus archivos de videojuegos guardados a través del almacenamiento en la nube o transferirlos usando un dispositivo de almacenamiento USB para que no se pierda el progreso. La compatibilidad con versiones anteriores está habilitada en parte por la similitud de la arquitectura de hardware, como la "lógica adicional" en la GPU RDNA 1.5 que garantiza la compatibilidad con la GPU basada en GCN de PS4. Mark Cerny explicó durante una presentación de marzo de 2020 y más tarde en una entrevista con Digital Foundry cómo la sincronización del reloj de la CPU requería una atención especial; aunque la CPU Zen 2 tiene un conjunto de instrucciones para manejar la CPU Jaguar de la PS4, sus tiempos pueden ser muy diferentes, por lo que Sony trabajó en estrecha colaboración con AMD al desarrollar la CPU Zen 2 para que coincida más estrechamente con los tiempos de Jaguar. La compatibilidad con versiones anteriores de PS5 puede presentar errores con algunos videojuegos de PS4, y no incluye generaciones anteriores. Sin embargo, algunos videojuegos antiguos de la consola PlayStation están disponibles a través del servicio de transmisión de videojuegos PlayStation Now que está disponible para PlayStation 5. El menú Compartir de PlayStation 4 no se puede mostrar, pero el menú Crear de PS5 se puede usar para capturar capturas de pantalla video.
Todas las versiones descargadas compatibles de los videojuegos de PS4 están visibles en la biblioteca de la PS5 y están disponibles para su descarga. Los videojuegos también se pueden copiar a través de un disco duro USB o Wi-Fi. Los datos guardados se pueden copiar de la misma manera o mediante el almacenamiento en la nube. El 9 de octubre de 2020, Sony lanzó una lista de solo diez videojuegos de PS4 identificados como incompatibles con PS5.

## Recepción
La PlayStation 5 obtuvo la aclamación universal en el día de su lanzamiento, tanto del público como de la crítica especializada, con muchos elogios por la retroalimentación háptica mejorada y los gatillos adaptativos de su controlador DualSense. El Astro's Playroom, que viene preinstalado en cada PS5 y está diseñado para demostrar las características del controlador, fue elogiado por Laptop Mag llamándolo "engañosamente lindo". La alineación de videojuegos exclusivos, que incluye Demon's Souls fue muy elogiada, aunque algunos críticos, como TechRadar, dijeron que debería haber habido más videojuegos de lanzamiento, aquellos que estaban dejaban una experiencia más que satisfactoria. La interfaz de usuario de la consola fue generalmente elogiada por ser muy rápida y fácil de navegar.
Algunos revisores señalaron las ventajas con respecto a su competencia, IGN señalando especialmente su potencia muy superior en todos los aspectos a la Nintendo Switch, y su velocidad superior a la Xbox Series X, encontraron polarizante el diseño de la consola. CNET describió el esquema en blanco y negro como "claramente destinado a ser un tema de conversación escultural". El gran tamaño fue criticado por Tom's Guide como "poco elegante" y por otros por frustrar su integración en un centro de entretenimiento doméstico. Sin embargo, muchos reconocieron que el tamaño logró lo que se buscaba, ya que mejoró notablemente el enfriamiento y creó una consola muy silenciosa. El espacio SSD utilizable de 667 GB fue criticado por ser poco para los jugadores dedicados.
Las revisiones más técnicas, como las de Digital Foundry, señalaron que características como la frecuencia de actualización variable y el modo de salida de video 8K anunciado no estaban presentes en el lanzamiento. Criticaron la incapacidad de la consola para generar una señal de video nativa de 1440p, pero elogiaron el trazado de rayos, la velocidad SSD y las capacidades de salida de 120 Hz son puntuaciones muy altas en desempeño y experiencia.

### Ventas
Los directores de Sony declararon su gran sorpresa por la alta demanda de PS5, además de que no se esperaba el agotamiento en las tiendas tan rápido, ya que la PlayStation 5 tenía un suministro limitado inmediatamente después del lanzamiento a causa de la pandemia de COVID-19, y hasta marzo de 2021 debido a la escasez global de semiconductores. Los revendedores se aprovecharon de la escasez e intentaron vender la consola por miles de dólares.
Durante la primera semana de lanzamiento del sistema en Japón, se vendieron 103 901 consolas estándar y 14 181 ediciones digitales. Se vendió un total combinado de 118 082 unidades de PS5 en Japón durante su semana de lanzamiento, lo que la convirtió en la consola más vendida en el país esa semana. Dos semanas después del lanzamiento, Sony declaró que el lanzamiento era el más grande en la historia de PlayStation incluso con la pandemia de COVID-19, superando los 2,1 millones de unidades de PS4 en sus dos primeras semanas en 2013.
En el Reino Unido, la PlayStation 5 fue la consola de videojuegos más vendida en el mes de noviembre. En España, la PS5 vendió casi 50.000 unidades solo en la primera semana de lanzamiento.
Sony informó unas ventas totales de la PS5 hasta el trimestre fiscal que finalizó el 31 de diciembre de 2020 de 4,5 millones de unidades, cifras similares a las ventas de lanzamiento de la PS4, aunque con proyecciones de venta mucho mayores por la superación de la Pandemia y la llegada de numerosos videojuegos exclusivos. El 10 de mayo de 2022, Sony informó que la consola había alcanzado la cifra de 19,3 millones de unidades vendidas.En la actualidad ha superado las 50 millones de copias.